# Skrift i sne
Skrift i sne är en norsk dramafilm från 1966 i regi av Pål Bang-Hansen och med manus av Odd Bang-Hansen.

## Rollista
- Margit Carlqvist – israelisk kvinna
- Jack Fjeldstad – journalist
- Helen Brinchmann – journalistens fru
- Tove Skagestad – journalistens dotter
- Thea Stabell – elev på teaterskolan
- Kjetil Bang-Hansen – student
- Ola B. Johannessen
- Georg Richter
- Gunnar Simenstad

### Fotnoter
1. ↑  ”Skrift i sne”. IMDb.com. http://www.imdb.com/title/tt0275685/?ref_=fn_al_tt_1. Läst 27 mars 2013.